# Antamenes flavoniger
Antamenes flavoniger är en stekelart som beskrevs av Giordani Soika 1977. Antamenes flavoniger ingår i släktet Antamenes och familjen Eumenidae. Inga underarter finns listade i Catalogue of Life.